# Rosița, Veliko Tărnovo
Rosița (în bulgară Росица) este un sat în comuna Pavlikeni, regiunea Veliko Tărnovo,  Bulgaria. 

## Demografie
Componența etnică a satului Rosița
     Turci (36,42%)
     Bulgari (49%)
     Nicio identificare (14,56%)
     Altele (0%)
La recensământul din 2011, populația satului Rosița era de 151 locuitori. Nu există o etnie majoritară, locuitorii fiind bulgari (49%) și turci (36,42%). Pentru 14,56% din locuitori nu este cunoscută apartenența etnică.